# Galium murale
Galium murale é uma espécie de planta com flor pertencente à família Rubiaceae. 
A autoridade científica da espécie é (L.) All., tendo sido publicada em Flora Pedemontana 1: 8. 1785.

## Portugal
Trata-se de uma espécie presente no território português, nomeadamente em Portugal Continental, no Arquipélago dos Açores e no Arquipélago da Madeira.
Em termos de naturalidade é nativa de Portugal Continental e Arquipélago da Madeira e introduzida no arquipélago dos Açores.

## Protecção
Não se encontra protegida por legislação portuguesa ou da Comunidade Europeia.